# مائوریتزیو بیدینوست
مائوریتزیو بیدینوست (ایتالیایی: Maurizio Bidinost؛ زادهٔ ۱۰ ژانویهٔ ۱۹۵۹) ورزشکار دوچرخه‌سواری پیست اهل ایتالیا است.
وی در مسابقات کشوری و بین‌المللی در مجموع برندهٔ ۱ مدال نقره، ۳ مدال برنز شده‌است.